# Применение Ан-2 ВС Азербайджана во Второй карабахской войне
Применение Ан-2 ВС Азербайджана во Второй карабахской войне — эпизод начальной стадии Второй Карабахской войны, в ходе которого вооружённые силы Азербайджана использовали беспилотные самолёты-приманки Ан-2 для выявления и уничтожения армянских систем противовоздушной обороны.
Официальное название операции — «Карабахская шкатулка» или «Карабахский ларец» (азерб. «Qarabağ mücrüsü» əməliyyatı).

## Предыстория
Производство лёгких транспортных бипланов Ан-2, также известных как «кукурузники», началось в СССР с 1947 года. Самолёты данной модели способны поднимать в воздух до 1,5 т грузов и развивать скорость до 258 км/ч. Для взлёта и посадки Ан-2 достаточно короткой грунтовой полосы длиной 500 м. Помимо использования в пассажирских и грузовых перевозках, самолёты Ан-2 также применялись военными для разведки, связи, доставки грузов на неподготовленные площадки, а некоторые версии могли нести авиационные бомбы весом в 250 кг или неуправляемые реактивные снаряды.
На момент распада СССР, в Азербайджане имелись десятки самолётов Ан-2, преимущественно в гражданских вариантах. По мнению военного историка Дмитрия Болтенкова, по состоянию на 2020 год, ресурс большинства из этих самолётов был исчерпан, поэтому их эксплуатация по назначению уже была невозможна.
Согласно «Известиям», в 2020 году на спутниковых снимках аэродрома азербайджанского города Евлах, расположенного вблизи района боевых действий, было видно более 60 Ан-2 покрашенных в белый цвет. Самолёты были окрашены с целью маскировки, чтобы сделать их похожими на военные беспилотники.
Азербайджан модифицировал несколько своих Ан-2, превратив их в беспилотные летательные аппараты. Для этого, вероятно, на самолёты были установлены пневматические системы автопилота. Кроме того, самолёты были оснащены авиабомбами, что сделало Ан-2 недорогой альтернативой барражирующим боеприпасам.

## Цели операции
Операция по обнаружению и уничтожению армянской ПВО была проведена для обеспечения свободы действий азербайджанских беспилотных летательных аппаратов.

## Ход операции
Всего, в боевых действиях было задействовано 11 самолётов.
По словам генерал-лейтенанта Рамиза Таирова, занимавшего на тот момент пост командующего ВВС Азербайджана, после взлёта самолёта Ан-2, экипаж установив самолёт на нужный курс выпрыгивал с парашютом. Помимо этого, самолёты также начинялись взрывчаткой, и в случае если бы ПВО не отреагировала, беспилотный самолёт-камикадзе поразил бы наземную цель.
Управляемый дистанционно самолёт Ан-2 запускался в небо над Карабахом на малой высоте. После того как армянские системы ПВО уничтожали эти самолёты-наживки, азербайджанские разведывательные беспилотники, которые летали на большей высоте, определяли расположение этих систем. Чаще всего, самолёты-наживки сопровождались беспилотниками Bayraktar TB2 и IAI Harop, которые поражали обнаруженные позиции армянской ПВО. Беспилотные Ан-2 также осуществляли камикадзе-атаки на объекты военной инфраструктуры.

## Оценка
Из-за того, что солдаты Нагорного Карабаха попались на уловку с самолётами-наживками Азербайджана, они стали ещё более уязвимыми для азербайджанских атак.
Расходы на использование самолётов-приманок ограничивались стоимостью устаревшего Ан-2, что делало такую тактику экономически эффективной. По мнению военного историка Дмитрия Болтенкова, стоимость Ан-2 в лётном состоянии сопоставима с израильскими дронами-камикадзе, и подобный способ утилизировать старые и непригодные самолёты вполне объясним.
Согласно «Известиям», разрушительная мощь самолётов Ан-2, начинённых взрывчаткой, «может быть сопоставима с крылатыми ракетами».
По мнению военного журналиста Алексея Леонкова, благодаря вскрытию позиций ПВО самолётами-наживками Ан-2 азербайджанские дроны «получили господство в небе и стали вести охоту за артиллерийскими системами, бронетанковыми целями, центрами управления».

## Память
В 2021 году в одной из военных частей пограничных войск Государственной пограничной службы Азербайджана был установлен памятник-самолёт Ан-2, посвящённый вкладу использования данного типа самолётов в успех вооружённых сил Азербайджана во Второй карабахской войне. Этот самолёт-памятник стал первым Ан-2, установленным в качестве памятника в Азербайджане.